# Polygala lijiangensis
Polygala lijiangensis är en jungfrulinsväxtart som beskrevs av Cheng Yih Wu och S.K. Chen. Polygala lijiangensis ingår i släktet jungfrulinssläktet, och familjen jungfrulinsväxter. Inga underarter finns listade i Catalogue of Life.